# Тепляков, Сергей Владимирович
Сергей Владимирович Тепляков (род. 21 июня 1961, Ижевск) — советский хоккеист, нападающий. Мастер спорта СССР.

## Биография
В начальной школе занимался баскетболом, а также футболом в школе ижевского «Зенита», тренер Геннадий Костылев. Играл в первенстве города, Удмуртии. Работал штамповщиком на Ижевском механическом заводе. Позже стал заниматься хоккеем в «Ижстали» у Алексея Васильевича Андрианова. В 16 лет в сезоне 1977/78 дебютировал в первой лиге первенства СССР. По итогам сезона 1978/79 «Ижсталь» вышла в высшую лигу, а Тепляков перешёл в команду второй лиги «Буран» Воронеж, откуда в том же сезоне, будучи военнообязанным, оказался в ленинградском СКА. В сезоне 1984/85 стал самым результативным игроком команды. Бронзовый призёр чемпионата СССР 1986/87.
Сезон 1991/92 провёл в команде «Ригас старс» в одном звене с Олегом Знарком.
В 1992 году стал играть в шведском клубе «Кируна» под руководством Николая Пучкова. Также играл за «Улуфстрём» (1996—1998), «Каллинге-Роннебю» (1998/99). После завершения карьеры остался жить в Швеции.
Бронзовый призёр юниорского чемпионата Европы 1979.
Был дублёром Николая Ерёменко в хоккейных сценах в фильме «Будни и праздники Серафимы Глюкиной».